# Robert Clemen

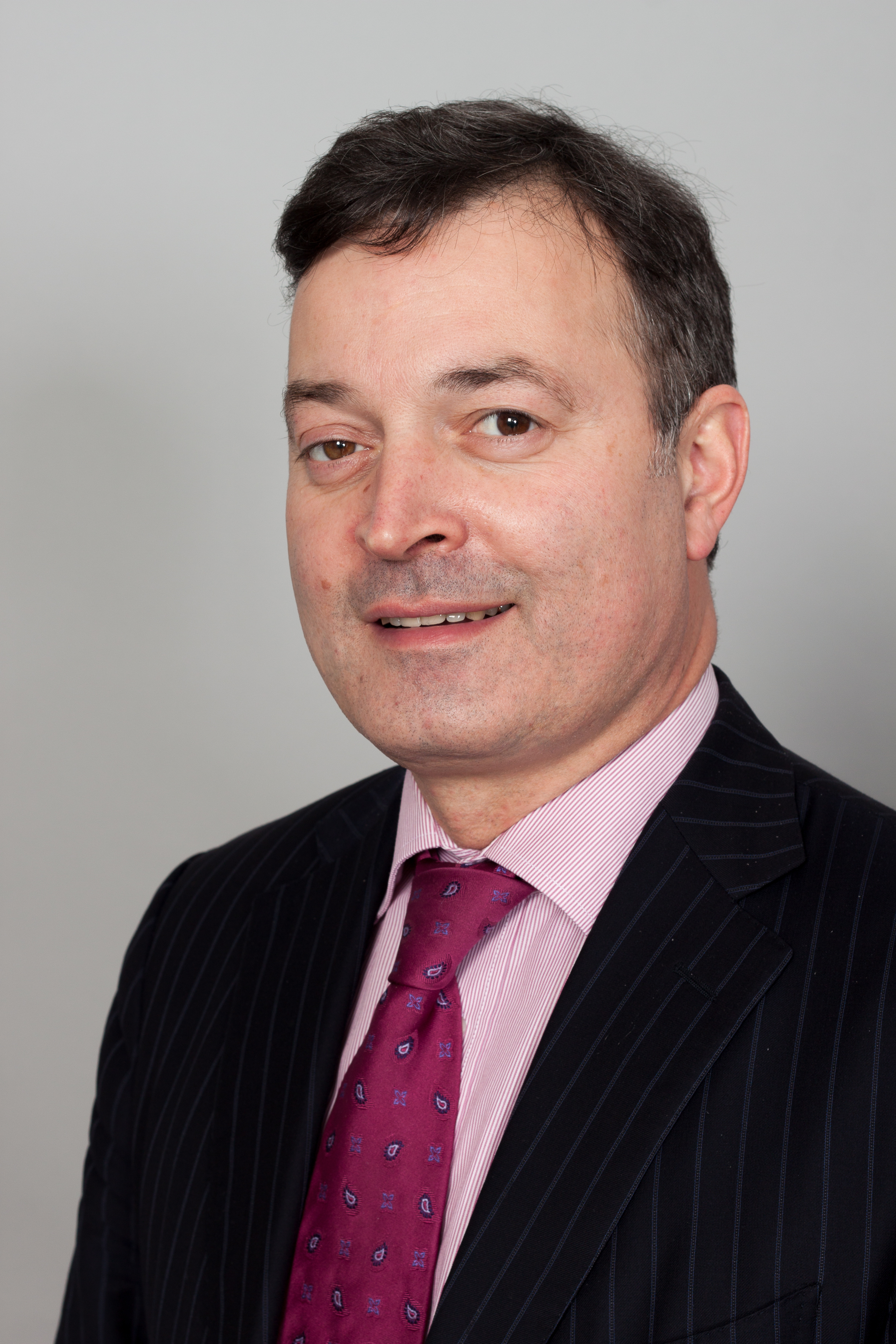
Robert Clemen, 2013

Robert Clemen (* 21. Juli 1967 in Leipzig) ist ein deutscher Politiker (CDU). Er war von 1999 bis 2014, von 2018 bis 2019 sowie von 2022 bis 2024 Mitglied des Sächsischen Landtags.

## Leben
Clemen studierte nach Abschluss der 10. Klasse und musikalischem Förderunterricht ab 1984 an der Leipziger Hochschule für Musik im Hauptfach Posaune und war seit 1989 Mitglied des Rundfunk-Sinfonieorchesters Leipzig (heute MDR-Sinfonieorchester). Mehrere Jahre war er Vorsitzender des MDR-Personalrats. 2002 bis 2008 war er Geschäftsführender Gesellschafter der R&T International GmbH Leipzig, 2008 bis 2013 Geschäftsführender Gesellschafter der Lensclub 24 GmbH. Er ist Produzent bei dem Sender MDR Klassik.
Clemen ist evangelisch, verheiratet und hat eine Tochter.

## Politik
1989 war Clemen einer der Mitbegründer des Demokratischen Aufbruchs und gehört seit 1990 der CDU an. Clemen wurde 1991 Mitglied im Kreisvorstand Leipzig der CDU und war von 2002 bis 2006 stellvertretender Kreisvorsitzender. Von Mai 2013 bis November 2019 war Robert Clemen Vorsitzender des CDU-Kreisverbandes Leipzig-Stadt.
1999 wurde Clemen Mitglied des Sächsischen Landtags und vertrat dort zunächst den Wahlkreis Leipzig 4. Bei der Landtagswahl in Sachsen 2004 wurde er für den Wahlkreis Leipzig 1 erneut in den Landtag gewählt. Bei der Oberbürgermeisterwahl 2005 in Leipzig war er Herausforderer des Leipziger Oberbürgermeisters Wolfgang Tiefensee und erreichte mit 9,8 % der Stimmen nach den Kandidaten der SPD und der PDS den dritten Platz. Am 30. August 2009 wurde Robert Clemen im Wahlkreis Leipzig 1 als Landtagsabgeordneter bestätigt und im September 2009 in den Vorstand der CDU-Landtagsfraktion gewählt.
Im Landtag war Clemen in der 4. Wahlperiode (2004–2009) Vorsitzender des Ausschusses für Wissenschaft und Hochschule, Kultur und Medien sowie Mitglied im Ausschuss für Umwelt und Landwirtschaft. In der 5. Wahlperiode (2009–2014) war er Mitglied im Ausschuss für Wissenschaft und Hochschule, Kultur und Medien sowie seit August 2011 Vorsitzender des Ausschusses für Geschäftsordnung und Immunitätsangelegenheiten und gehörte dem Landtagspräsidium an.
Bei der Landtagswahl 2014 verpasste er im Wahlkreis Leipzig 2, den Juliane Nagel (Die Linke) gewann, als einziger Direktkandidat der sächsischen CDU das Mandat und schied zum Ende der Legislaturperiode aus dem Landtag aus. Als Nachrücker für Alexander Krauß, der bei der Bundestagswahl 2017 in den Bundestag gewählt worden war, zog er im Januar 2018 wieder in den Landtag ein. Bei der Landtagswahl 2019 verpasste er als Direktkandidat im Wahlkreis Leipzig 5 zunächst erneut den Wiedereinzug in den Landtag. Er rückte jedoch am 11. August 2022 für Rico Anton in den Landtag nach.
Für die Landtagswahl 2024 wollte Robert Clemen im Wahlkreis Nordsachsen 1 antreten. Bei der parteiinternen Nominierungsveranstaltung am 3. November 2023 in Schkeuditz unterlag er jedoch Tina Trompter. Somit schied Clemen mit der konstituierenden Sitzung des Sächsischen Landtages am 1. Oktober 2024 als Landtagsabgeordneter aus.

## Gremientätigkeiten
Robert Clemen war 2002 bis 2015 Präsident des Leichtathletikzentrums Leipzig und ist seit 1993 Vorsitzender der Deutschen Äschengesellschaft. 2005 bis 2011 war er Vizepräsident des Sächsischen Musikrats, 2006 bis 2015 Mitglied des Hörfunkrates und Programmausschusses des Deutschlandradio.  Er war von 2000 bis 2009 Stiftungsrat und von 2022 bis 2024 stellv. Stiftungsrat der Sächsischen Landesstiftung Natur und Umwelt (LaNU) und ist seit 2002 Kurator der Stiftung Mitteldeutsche Kinderkrebsforschung der ehemaligen Peter-Escher-Stiftung.